# زرهو
زرهو هي قرية صغيرة تقع على ضفة نهر النيجر شمالا، وتبعد عن محافظة راروس حوالي 30 كليو متر، وهي قريبة في أقصى الشرق من الحدود الفاصلة بين ولاية تُمْبُكْتُو وولاية غاو، وسكانها الأصليون من قبيلة «الأنصار» كل انصر، ذات الأصول العربية العريقة، وهي قبيلة خزرجية نزحت إلى منطقة الصحراء الكبرى بعد انهيار الخلافة في الأندلس، مرورا بعين صالح وغيرها من المناطق، وقد أقام فيها مؤخرا الشيخ عبد السلام محمد المختار الأنصاري سوقا شعبية يرتادها سكان المناطق المجاورة للتبادل التجاري، ويوم سوقها هو يوم السبت من كل أسبوع.